# از سنگ تا الماس
از سنگ تا الماس (به انگلیسی: From Stone To Diamond) نام یک آلبوم موسیقی با آهنگسازی حسین بهروزی‌نیا می‌باشد، در این اثر بهروزی‌نیا نوازنده بربط و پژمان حدادی نوازنده تنبک است.
این آلبوم در سال ۲۰۰۸ میلادی نامزد دریافت جایزه گرمی شد.
آلبوم از سنگ تا الماس در میان ۴۲ هزار آلبوم رتبه دوم جشنواره موسیقی جاست پلین را در زمینه موسیقی خاورمیانه کسب کرد.

## فهرست آهنگ‌ها
| شماره | نام                        | مدت  |
| ----- | -------------------------- | ---- |
| ۱.    | «Stone Introduction (سنگ)» | ۴:۲۴ |
| ۲.    | «Dust (خاک)»               | ۸:۰۶ |
| ۳.    | «Water Old Song (آب)»      | ۵:۲۲ |
| ۴.    | «Light Nahoft (نور)»       | ۵:۱۲ |
| ۵.    | «Wind (باد)»               | ۶:۵۴ |
| ۶.    | «Night Gavesht (شب)»       | ۰:۵۹ |
| ۷.    | «Day (روز)»                | ۲:۳۸ |
| ۸.    | «Patience Ashiran (صبر)»   | ۲:۵۰ |
| ۹.    | «Diamond (الماس)»          | ۹:۰۸ |